# پتری کنتیولا
پتری کنتیولا (انگلیسی: Petri Kontiola؛ زادهٔ ۴ اکتبر ۱۹۸۴) بازیکن هاکی روی یخ اهل فنلاند است.